# 隆若
隆若（法語：Longeaux，法語發音：[lɔ̃ʒo]）是法国默兹省的一个市镇，位于该省南部，属于巴勒迪克区。

## 地理
隆若（48°38'48"N, 5°20'25"E）面积7.49 平方千米，位于法国大東部大區默兹省，该省份为法国西北部内陆省份，北与比利时接壤，西接马恩省和阿登省，南至上马恩省和孚日省，东临默尔特-摩泽尔省。
与隆若接壤的市镇（或旧市镇、城区）包括：日夫罗瓦勒、默诺库尔、楠图瓦、维莱勒塞克。

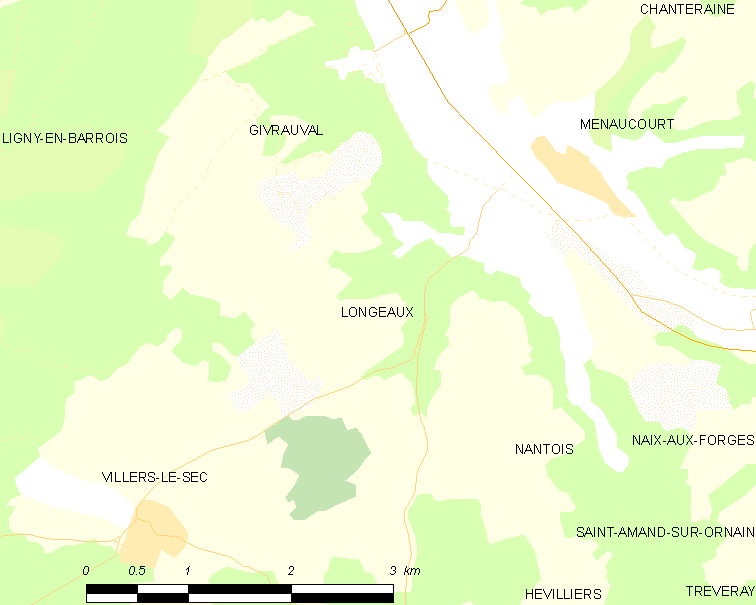
隆若的OSM定位图

隆若的时区为UTC+01:00、UTC+02:00（夏令时）。

## 行政
隆若的邮政编码为55500，INSEE市镇编码为55300。

## 政治
隆若所属的省级选区为利尼昂巴鲁瓦县。

## 人口

1962-2008年间隆若人口变化图示

隆若于2022年1月1日时的人口数量为219人。